# 槍炮、病菌與鋼鐵
《槍炮、病菌與鋼鐵：人類社會的命運》（Guns, Germs, and Steel: The Fates of Human Societies）是由美國加州大學洛杉磯分校醫學院生理學教授賈德·戴蒙於1997年所著。此書於1998年獲得普利茲獎以及英國科普書獎。國家地理學會根據本書拍攝的紀錄片於2005年7月在美國公共電視網播出。
根據作者，此書試圖提供「最近13,000年來所有人的簡短歷史」。但本書並不只是描述過去歷史的書；它試圖解釋為何歐亞文明最終可以存活下來並戰勝其他文明，同時駁斥歐亞霸權是由歐亞知識份子或道德上的優越而來。戴蒙認為人類社會中權利與技術的歧異無法反映文化或種族上的差異，而是來自於被各種不同正回饋循環強力擴大的環境差異。

## 內容
在農業發展前，所有人類都是以狩獵-採集社群的方式來維持生活，而現在有些地方的人仍然過著這樣的生活。作者在書中說出歐亞社會的成功並非是該人種的智慧結晶，而只是機會而已，換言之，文明不是完全由個別人種的智慧或意志創造出來，而更像是一個層層疊疊的結構，每一層新的技術也是從以前的技術發展的。以較專門的概念來說，一個文明先進與否的關鍵，是農業發展的狀況。而農業發展的關鍵，就是取決於可馴化和能給人類食用和作勞力的動植物種類的多少。而對於人類，可馴化的動物種類數量就顯得更為重要及珍貴的。作者指出有六項要素是影響動物可馴化的程度，如足夠的溫和性，愛群居，願在人工的環境中繁殖及擁有一種在動物間的階級等。作者的論調縱然沒有明顯的指出和文化生態學的關連，但和該學說極相似的。
此書指出人們定居一處需要有充足的食物供應，於是農業就成了必須的契機。而這樣的生活方法，更可有多餘的勞動力來進行其他的活動，如採礦和發明文字，而這些也是令一社會進步的要素。

## 外部連結
- 縱歷史之演化，凌人類之命運 （页面存档备份，存于）